# Raphael Botti
Pour les articles homonymes, voir Botti.
Raphael Botti est un footballeur brésilien né le 23 février 1981. Il est milieu de terrain.